# کان زر
کان زر یک اندیس فلزی است که در حوالی شهر ساوه استان مرکزی قرار دارد و مادهٔ معدنی موجود در آن، طلا است. سنگ میزبان این اندیس سنگ‌های آذرآواری اسیدی، توف و آندزیت. است در این اندیس، پاراژنز‌های طلا و مس یافت می‌شوند.